# 馬克·奧斯汀
馬克·奧斯汀（Mark William Austin，1958年11月1日—）是一位英國記者和電視節目主持人。他是ITV新聞的主要主持人之一，現在是ITV晚間新聞的兩位主持人之一。他也是獨立電視台紀錄片真實犯罪的節目主持人。在進入ITV之前，馬克曾經在BBC工作過。他最早是一名體育記者。2007年開始，他是ITV十點新聞的主持人之一。2014年和2015年，他贏得了RTS年度主持人獎。他已經結婚並且有三個孩子。